# 阿彭策爾山

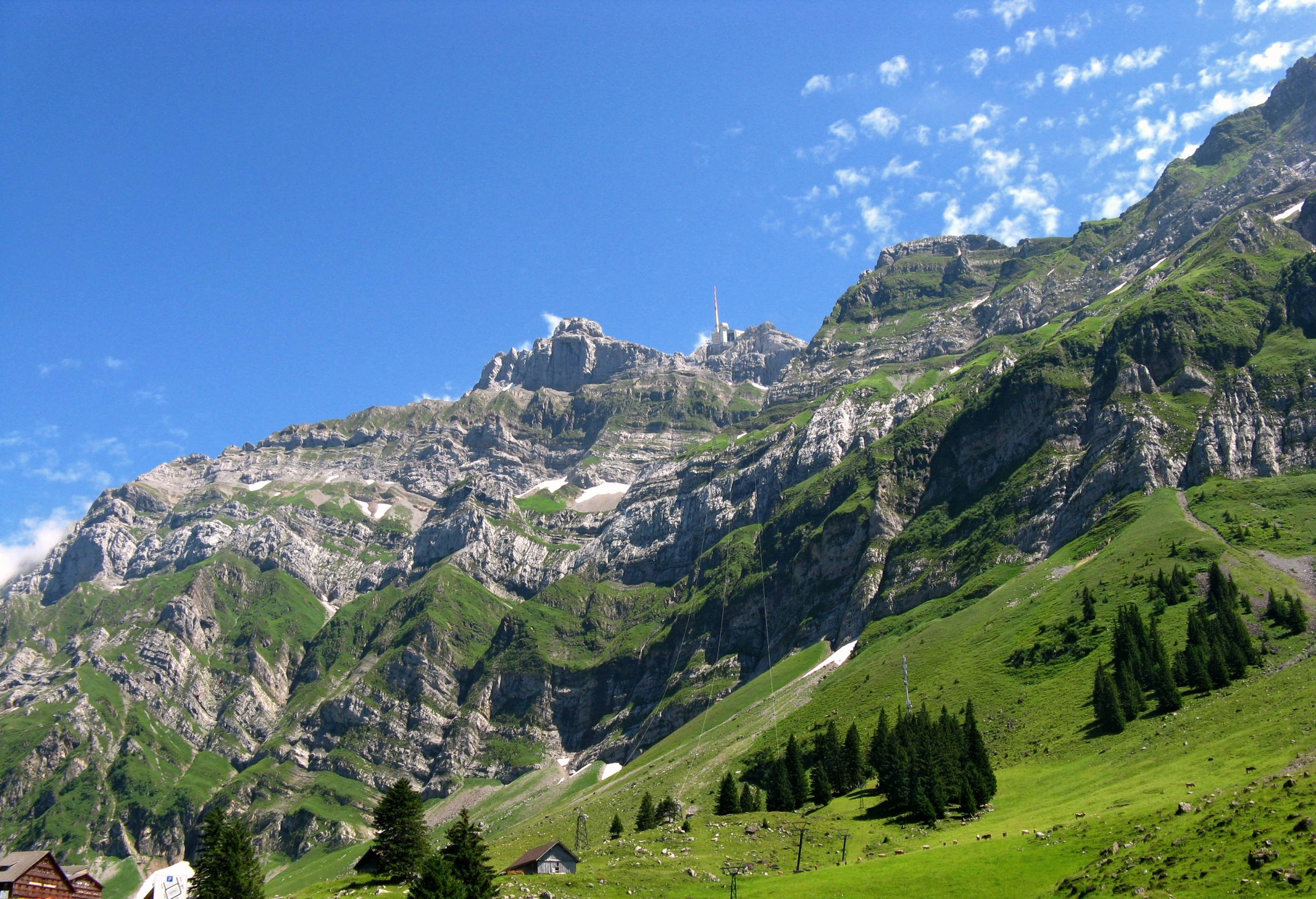

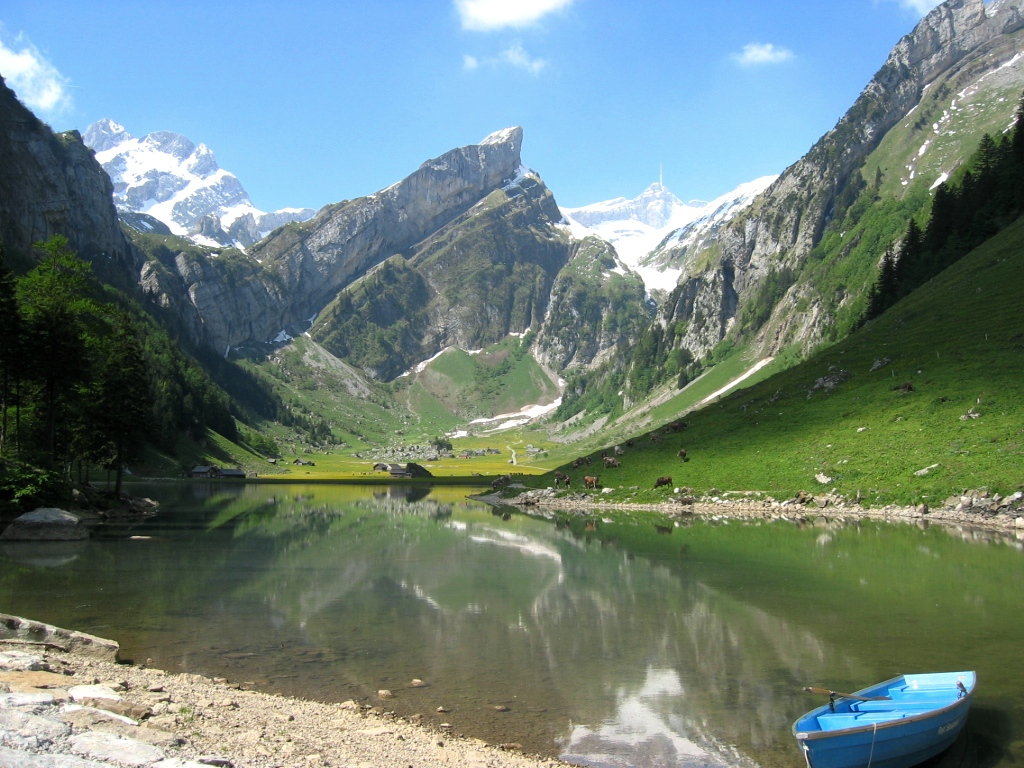

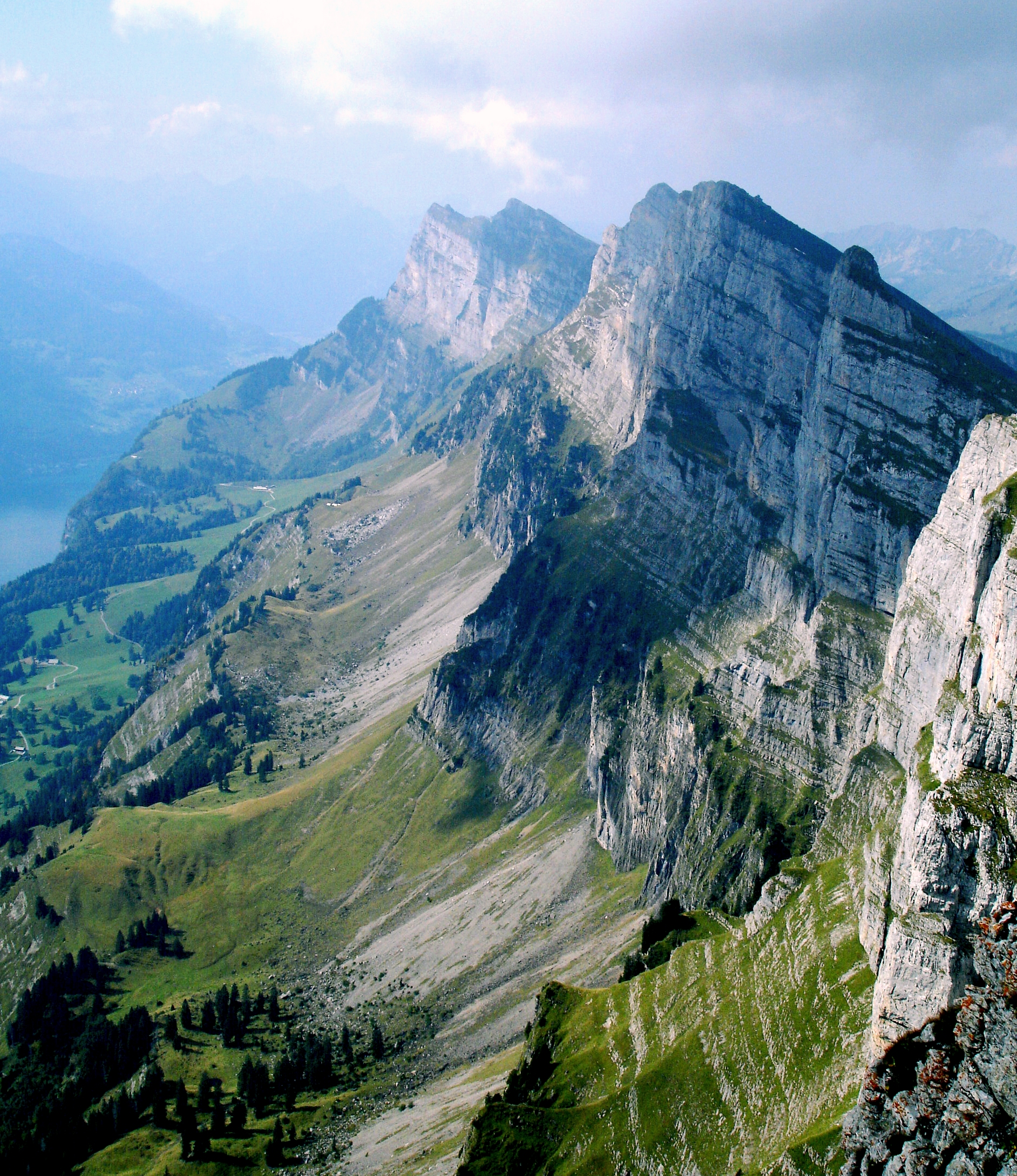

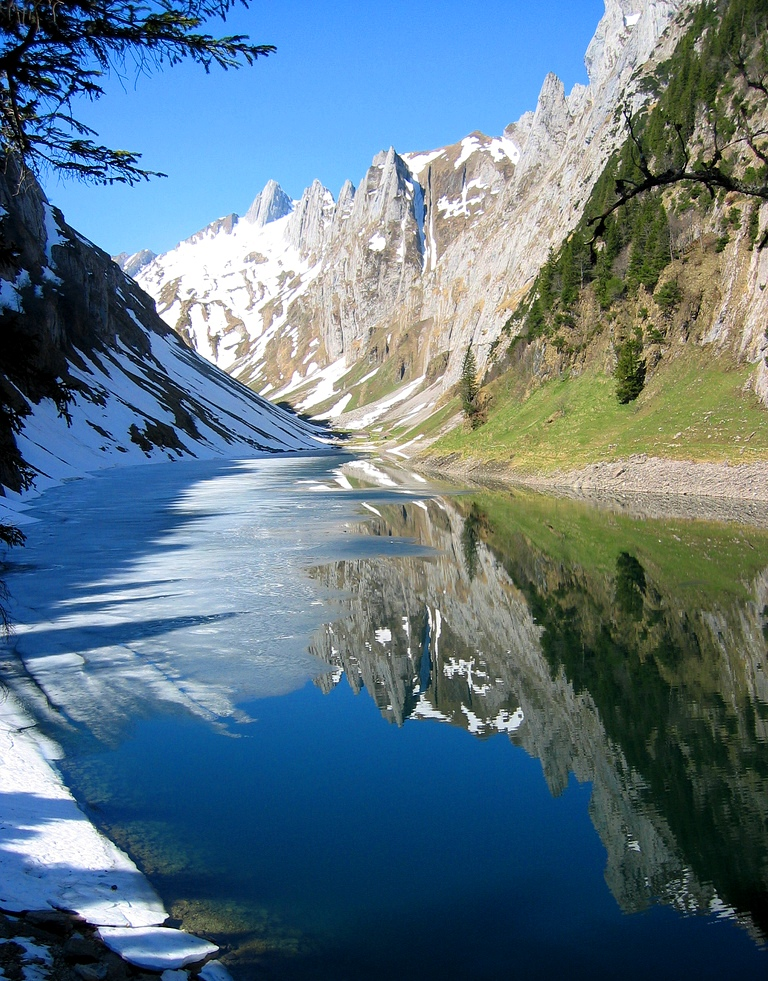

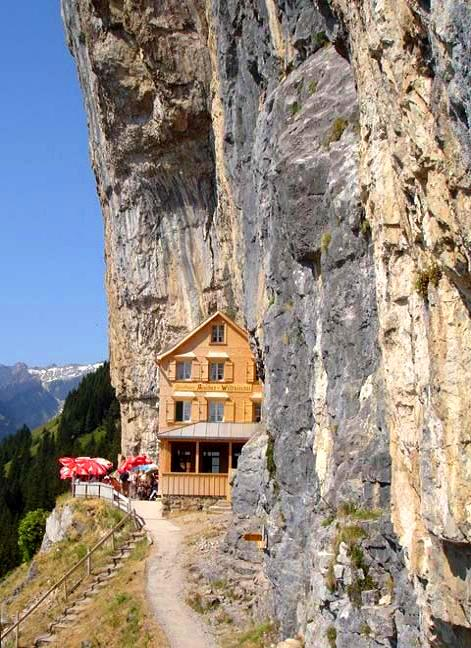

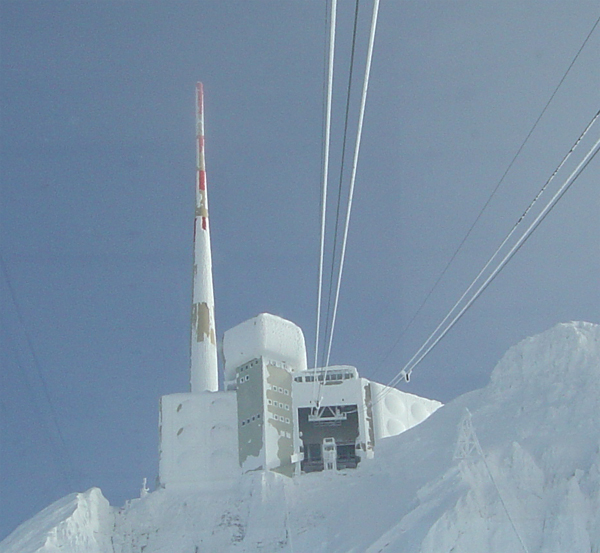

阿彭策爾山（德語：Appenzeller Alpen）是瑞士的山脈，是西阿爾卑斯山脈的一部分，橫跨聖加侖州、內阿彭策爾州和外阿彭策爾州，最高點海拔高度2,501米，山體由沉積岩組成。

## 外部連結
- The Appenzell Alps on SummitPost （页面存档备份，存于）